# هارفي جاي كاي
هارفي جاي كاي (بالإنجليزية: Harvey J. Kaye)‏ هو مؤرخ أمريكي، ولد في 1949 في إنغلوود في الولايات المتحدة.